# Siam Square

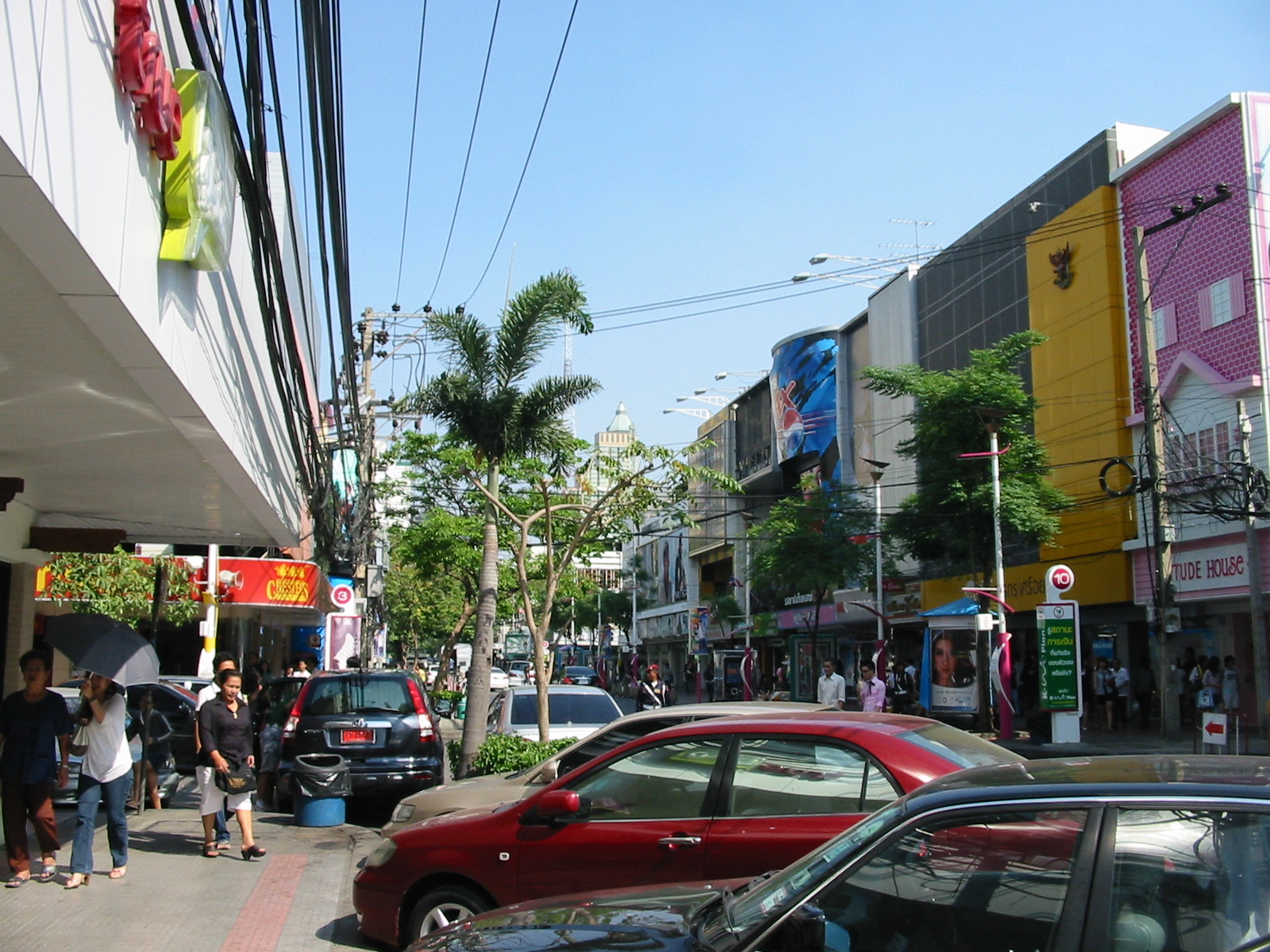
Siam Square (2008)

Siam Square (Thai: สยามสแควร์) is een plein en een winkelgebied in Bangkok. Het bevindt zich naast de Chulalongkorn-universiteit en de grond waarop het plein ligt is ook eigendom van deze universiteit. Siam Square is geen plein in de zin van het woord zoals in het Westen gebruikelijk is. Het is een rechthoekig gebied, maar dat is dan ook de enige vergelijking met een plein. Het is een gebied dat is volgebouwd met winkels en een paar kleine winkelcentra.
Er bevinden zich honderden kleine winkeltjes met afmetingen van vaak slechts vier bij vier meter. Het gebied is vooral populair onder studenten en jongeren; de mode voor jongeren wordt dan ook bepaald door wat er op Siam Square door de jeugd gedragen wordt.
Op Siam Square ligt ook het Center Point, een gebied met barretjes waar op een podium populaire artiesten optreden. MTV Thailand zendt regelmatig rechtstreeks uit vanuit Center Point. Verder bevinden zich op Siam Square een hardrockcafé en vele restaurants.
Siam Square is te bereiken via het skytrainstation Siam. 
Siam Square ligt in het district Pathumwan en grenst aan de straten Henri Dunant, Rama I en Phaya Thai.